# Stanisław Konopka

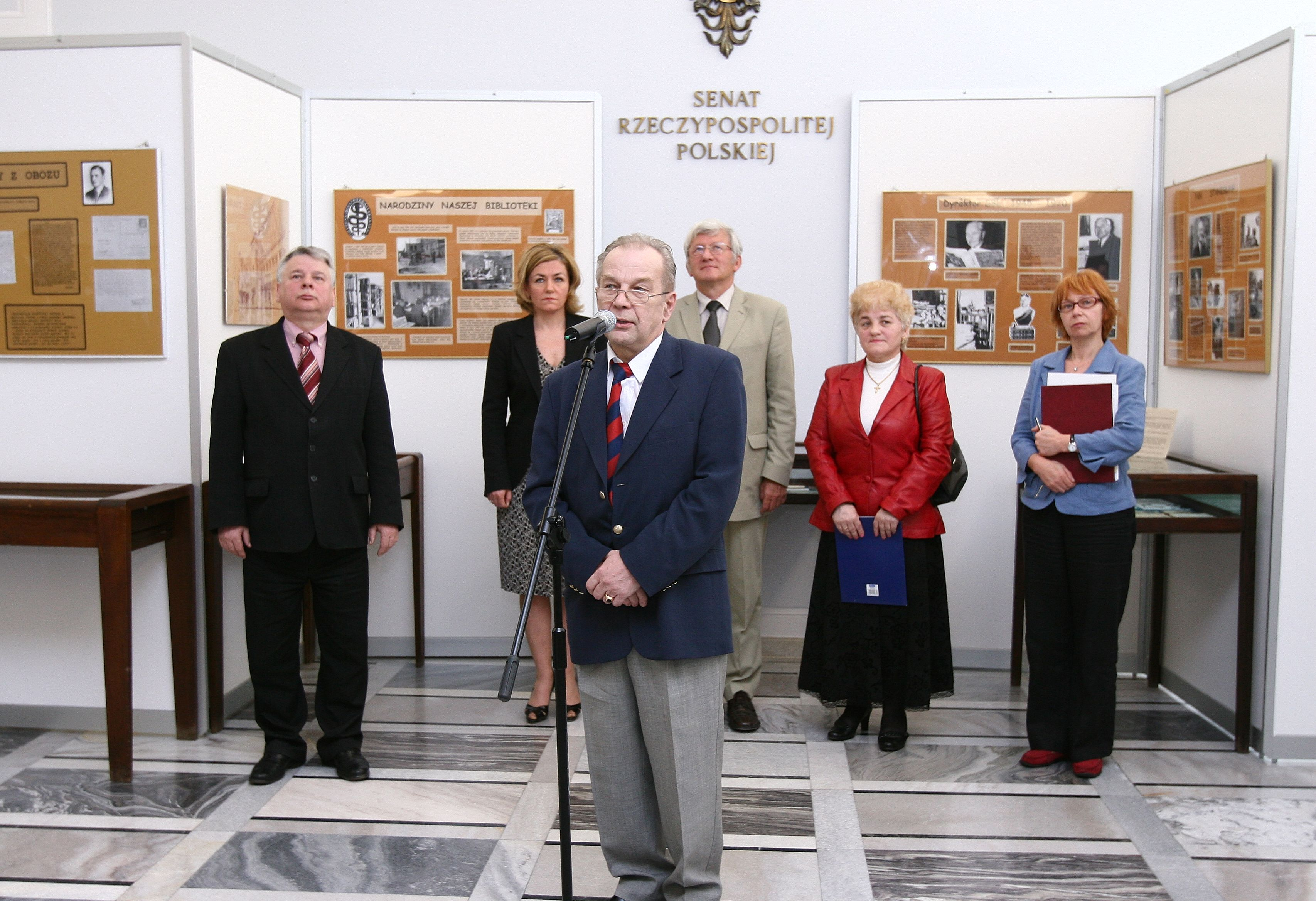
Otwarcie wystawy Stanisław Konopka (1896–1982). Dzieło życia w Senacie (2008)

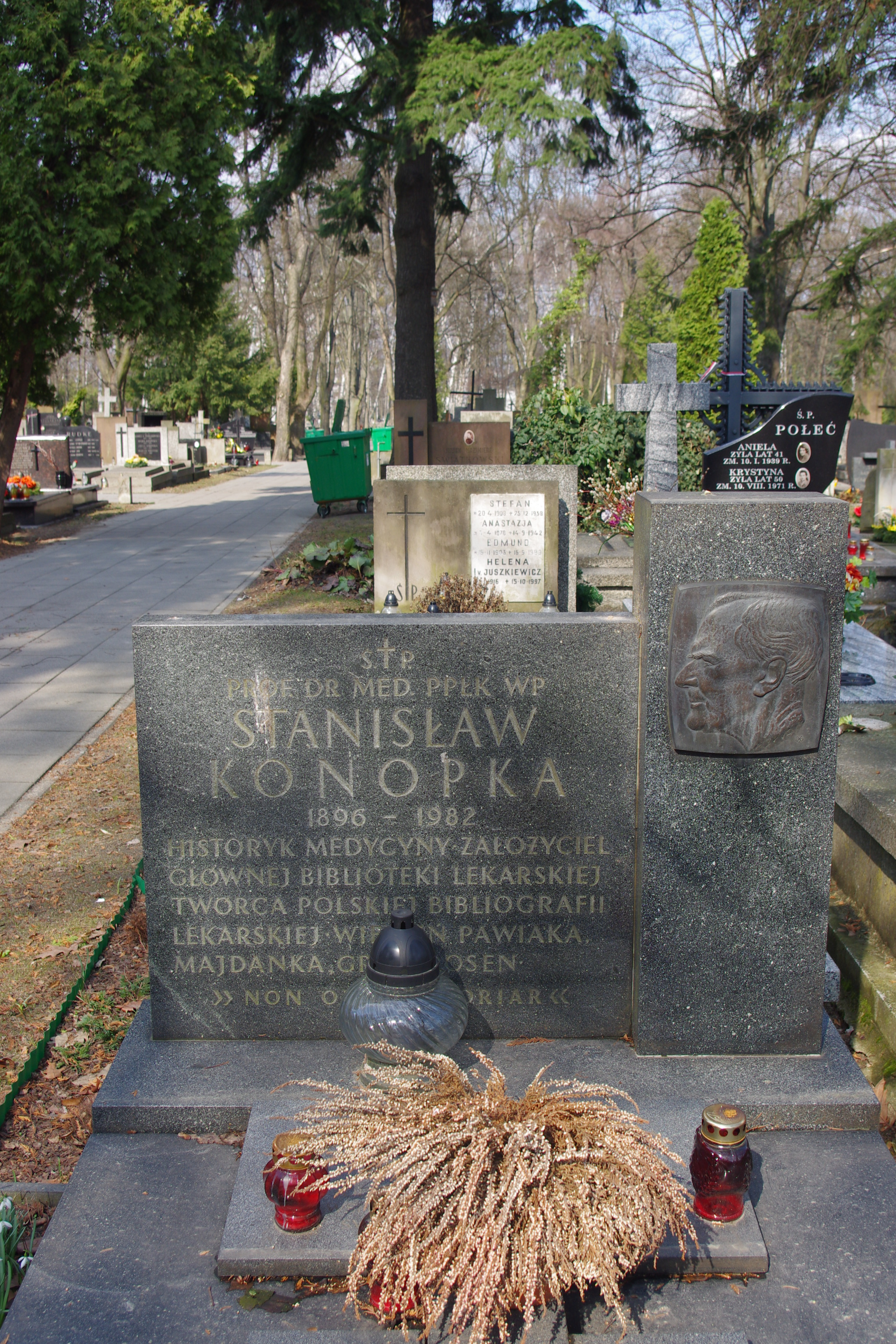
Grób Konopki na cmentarzu Wojskowym na Powązkach (2013)

Stanisław Józef Konopka (ur. 24 maja 1896 w Pilźnie, zm. 3 września 1982 w Warszawie) – podpułkownik lekarz Wojska Polskiego, doktor i historyk medycyny, bibliotekarz i bibliograf, współtwórca i wieloletni dyrektor Głównej Biblioteki Lekarskiej.

## Życiorys
Był synem Karola Franciszka, urzędnika starostwa, i Izydory z Tyszyńskich. Szkołę powszechną rozpoczął w 1903 w Pilźnie. W 1914 w I Gimnazjum Klasycznym w Rzeszowie zdał egzamin dojrzałości. Po maturze zapisał się na Wydział Lekarski UJ w Krakowie, lecz na przeszkodzie w dalszej nauce stanął wybuch I wojny światowej. Konopka wstąpił ochotniczo do Związku Strzeleckiego, walczył w szeregach I Brygady Legionów Polskich. Legiony zmuszony był opuścić już w lutym 1915 w związku z przebytym zapaleniem płuc i dłuższą hospitalizacją, ale wcielony został niebawem do cesarsko-królewskiej Obrony Krajowej i brał udział w walkach na froncie rosyjskim, w Albanii i Czarnogórze, w charakterze podoficera sanitarnego. 1 listopada 1916 został mianowany chorążym sanitarnym rezerwy ze starszeństwem z 1 listopada 1916. Jego oddziałem macierzystym był Pułk Strzelców Nr 17. Rok później, u schyłku wojny, uzyskał zgodę przełożonych na rozpoczęcie uniwersyteckich studiów medycznych w Krakowie. Przebywał w tym mieście 31 października 1918, w chwili rozbrajania wojsk austriackich, i jak sam wspominał niespełna sześćdziesiąt lat później w liście do Karola Estreichera, przez przypadek przypadła mu w udziale rola uruchomienia dzwonu Zygmunt w celu oznajmienia mieszkańcom o przejęciu twierdzy krakowskiej przez Polaków. W listopadzie wstąpił do Legii Oficerskiej 5 Puku Legionów Polskich.
Rozpoczął studia na Uniwersytecie Jagiellońskim, ale z uwagi na napiętą sytuację na ziemiach polskich i konieczność dalszej służby, już w polskim mundurze, ukończył je z opóźnieniem, biorąc w latach 1918–1920 udział w walkach o Przemyśl, Lwów, Janów; przez pewien czas był referentem w Wydziale Organizacyjnym Szefostwa Sanitarnego Naczelnego Dowództwa, otrzymywał też kolejne awanse: w listopadzie 1919 na porucznika, w 1920 na kapitana. Po zakończeniu wojny z bolszewikami został odkomenderowany na studia w Uniwersytecie Jagiellońskim. W tym czasie pozostawał oficerem nadetatowym 5 Batalionu Sanitarnego w Krakowie. Dyplom lekarza uzyskał w Krakowie w kwietniu 1925.
W lutym 1925 został przeniesiony z 5 baonu sanitarnego (przydzielony do 4 Pułku Strzelców Podhalańskich) do 1 Batalionu Sanitarnego w Warszawie z przydziałem do Referatu Biblioteki i Wydawnictw Wojskowego Instytutu Sanitarnego. Pod jego kierownictwem biblioteka instytutu (przemianowanego niebawem na Oficerską Szkołę Sanitarną, a następnie na Centrum Wyszkolenia Sanitarnego) stała się do chwili wybuchu II wojny światowej największą polską biblioteką medyczną i podstawą planowanej Głównej Biblioteki Lekarskiej. Zbiory, z których korzystali nie tylko oficerowie korpusu służby zdrowia i podchorążowie Szkoły Podchorążych Sanitarnych, ale i zewnętrzne instytucje naukowe oraz lekarze cywilni i naukowcy, w 1939 liczyły przeszło ćwierć tysiąca woluminów, ponad pięć tysięcy starodruków, około tysiąca tek rękopisów; nie brakowało również cennej ikonografii – sztychów, obrazów, fotografii, ekslibrisów. W 1931 awansował na stopień majora. W 1932 został redaktorem „Lekarza Wojskowego” i kierownikiem Oddziału Historii Medycyny Centrum Wyszkolenia Sanitarnego. W marcu 1939 zajmowane przez niego stanowisko służbowe nosiło nazwę „kierownik naukowy biblioteki i muzeum”. Na stopień podpułkownika został mianowany ze starszeństwem z 19 marca 1939 i 13. lokatą w korpusie oficerów zdrowia, grupa lekarzy.
W 1930 uzyskał stopień doktora nauk medycznych na Uniwersytecie Jana Kazimierza we Lwowie. Prowadził w tym okresie liczne prace bibliograficzne, których efektem stały się m.in. zestawienia polskiej bibliografii lekarskiej za lata 1925–1927 i 1938, bibliografie osobowe Józefa Piłsudskiego, Karola Kaczkowskiego, Władysława Osmólskiego, bibliografie tematyczne: Służba zdrowia w Legionach Polskich (1936), Polskie piśmiennictwo z zakresu medycyny lotniczej (1938), Bibliografia prac polskich z zakresu gruźlicy (1926–1928). Przed wybuchem wojny nie zdążył natomiast opublikować m.in. monografii o Kaczkowskim, a także Bibliografii pediatrii polskiej i opieki nad dzieckiem (XVI–XX w.) oraz Polskiej bibliografii lekarskiej za lata 1901–1939 i przygotowywane te dzieła uległy zniszczeniu w wojennej zawierusze, podobnie jak prywatne zbiory bibliofilskie i archiwalne Konopki (księgozbiór liczył przeszło 16 tysięcy tomów, Konopka zgromadził też kilkanaście tysięcy tek biograficznych lekarzy polskich wraz z dokumentami i fotografiami). Po 1945 udało się jedynie odtworzyć Polską bibliografię lekarską za lata 1901–1939, chociaż akurat ta część bibliografii do końca życia autora nie doczekała się publikacji.
We wrześniu 1939 Stanisław Konopka pełnił obowiązki komendanta jednego ze szpitali polowych, potem szpitala wojskowego dla jeńców polskich w Jarosławiu. Powrócił następnie do Warszawy i przez kilka lat kierował biblioteką Szpitala Ujazdowskiego. 8 stycznia 1943 aresztowany przez gestapo, więziony był na Pawiaku, następnie w obozie koncentracyjnym na Majdanku, od 1944 w obozie w Gross-Rosen, od lutego do maja 1945 w obozie w Litomierzycach.
W czasie powstania warszawskiego zbiory biblioteki, którą kierował przez kilkanaście lat, strawił pożar. Zniszczenia wojenne sprawiły, że w 1945 prace nad stworzeniem Głównej Biblioteki Lekarskiej trzeba było rozpoczynać niemal od podstaw. Aktywnie włączył się w nie Stanisław Konopka, powołany na naczelnika Wydziału Naukowo-Wydawniczego w Ministerstwie Zdrowia oraz dyrektora tworzonej biblioteki. Za faktyczną datę powstania Głównej Biblioteki Lekarskiej uchodzi 8 czerwca 1945, chociaż formalne podstawy prawne nadano jej dopiero 5 listopada 1949. Zgodnie z raportem Konopki, po miesiącu działalności zbiory biblioteki liczyły około 26 tysięcy tomów, głównie z darów instytucji i osób prywatnych, zakupów, a także przejętych z księgozbiorów poniemieckich. W ciągu ćwierćwiecza dyrektorowania Głównej Bibliotece Lekarskiej Konopka doprowadził jej zbiory do liczby przeszło pół miliona woluminów; nie udało mu się natomiast zrealizować planów związanych z rozbudową siedziby przy ulicy Chocimskiej, zdołał jedynie w pierwszych latach działalności przeprowadzić jej powojenny remont, jak również pozyskać i wyremontować budynek magazynowy przy ulicy Kujawskiej. Na emeryturę Konopka odszedł w 1970 w wieku 74 lat, przekazując swojemu następcy Feliksowi Widy-Wirskiemu instytucję zaliczaną ówcześnie do czołowej dziesiątki największych bibliotek medycznych świata.
Ważnym instrumentem pracy Głównej Biblioteki Lekarskiej Konopka uczynił opracowywaną na bieżąco Polską Bibliografię Lekarską. Bibliografia obejmująca lata 1945–1965 zamknęła się w czterdziestu jeden tomach (1948–1973). Konopka prowadził również prace bibliograficzne retrospektywne i w 1974 rozpoczął wydawanie Polskiej Bibliografii Lekarskiej XIX wieku, do końca życia troszcząc się o ukazywanie kolejnych tomów (zmarł krótko po wydaniu tomu XI z trzynastu). Przygotował ponadto Polską bibliografię lekarską za okres wojny światowej w latach 1939–1945, która ukazała się już po jego śmierci (1983). Tym samym zgromadził i opracował niemal cały dorobek polskiego piśmiennictwa w zakresie medycyny za okres obejmujący przeszło półtora wieku. Sam uważał bibliografię za „jeden z elementów organizacji pracy naukowej, gdyż chroni ona od podejmowania badań z takiej dziedziny, jaka została już rozwiązana”.
W styczniu 1946 Konopka habilitował się na Wydziale Lekarskim Uniwersytetu Poznańskiego w dziedzinie historii i filozofii medycyny, od 1954 był profesorem nadzwyczajnym. Przez dwanaście lat (do września 1966) kierował Katedrą i Zakładem Historii Medycyny Akademii Medycznej w Warszawie. Przez wiele lat redagował periodyk „Archiwum Historii Medycyny”, pełnił też obowiązki przewodniczącego Zarządu Głównego Polskiego Towarzystwa Historii Medycyny (do 1971). Był członkiem Związku Bibliotekarzy Polskich oraz Towarzystwa Przyjaciół Książki. W latach powojennych kontynuował swoją pasję bibliofilską, gromadząc dzieła z historii medycyny (także dokumenty, rękopisy, listy, ryciny), dzieła nielekarskie napisane przez lekarzy, wydane za granicą druki o Polsce i Polakach, varsaviana, pamiętniki, opracowania bibliograficzne, publikacje i materiały związane z Jugosławią. Innym jego ulubionym zajęciem była praca w przydomowym ogródku. 20 czerwca 1963 otrzymał Nagrodę Marcia C. Noyesa (USA).
Dwukrotnie żonaty. Od 1921 był mężem Ireny z Urbanowskich, z którą miał córkę Danutę (ur. 1923), od 1933 jego żoną była Jadwiga Kula (1903–1995).
Zmarł 3 września 1982 w Warszawie. Został pochowany na cmentarzu w Wilanowie, a 28 października 1982 ekshumowano jego zwłoki na cmentarz Wojskowy na Powązkach (kwatera B23-10-1).

## Awanse
- podporucznik – 1 XI 1917
- porucznik – XI 1919
- kapitan – 1920, zweryfikowany 3 V 1922 ze starszeństwem z dniem 1 VI 1919 (w 1924 zajmował 13, a w 1928 – 2 lokatę w korpusie oficerów sanitarnych, w grupie podlekarzy; w 1930 po uzyskaniu dyplomu przeniesiony został z grupy podlekarzy go grupy lekarzy[8])
- major – 24 XII 1931 ze starszeństwem z dniem 1 I 1932 i 1 lokatą w korpusie oficerów sanitarnych, w grupie lekarzy
- podpułkownik – ze starszeństwem z 19 marca 1939 i 13. lokatą w korpusie oficerów zdrowia

## Ordery i odznaczenia
- Order Sztandaru Pracy I klasy (1979)
- Krzyż Komandorski Orderu Odrodzenia Polski (1956)
- Złoty Krzyż Zasługi (1946)
- Medal Niepodległości (27 czerwca 1938)[9]
- Srebrny Krzyż Zasługi (10 listopada 1928)[10][6]
- Medal Pamiątkowy za Wojnę 1918–1921[11]
- Medal Dziesięciolecia Odzyskanej Niepodległości[11]
- Medal za Warszawę 1939–1945 (1971)
- Medal Zwycięstwa i Wolności 1945 (1971)
- Krzyż Obrony Lwowa
- Odznaka pamiątkowa „Orlęta”
- Gwiazda Przemyśla
- Odznaka honorowa „Za wzorową pracę w służbie zdrowia” (1968)
- Medal 25-lecia Polskiej Akademii Nauk (1978)
- Medal im. Ignacego Łukasiewicza (1983)[12]
- Odznaka pamiątkowa Oficerskiej Szkoły Sanitarnej (1926)
- Medal Waleczności (Austro-Węgry)
- Krzyż Wojskowy Karola (Austro-Węgry)

## Upamiętnienie
Od 1988 jest patronem Głównej Biblioteki Lekarskiej w Warszawie.